# Station Saint-Georges-de-Commiers
Station Saint-Georges de Commiers is een spoorwegstation in de Franse gemeente Saint-Georges-de-Commiers.